# Christian Gottlieb Glöckner
Christian Gottlieb Glöckner (* 26. Oktober 1698 in Schwarzenberg; † 19. März 1780 in Annaberg) war ein deutscher evangelischer Oberpfarrer, Bergprediger und Superintendent.

## Leben
Glöckner war der Sohn des Hochofenmeisters Andreas Glöckner (* 11. November 1652 in Stützengrün; † 7. Mai 1734 in Schwarzenberg) und dessen Ehefrau Esther geb. Weichel (* 20. Januar 1658 in Schwarzenberg; † 21. Mai 1743 ebenda). Sein Großvater war der Hochofenmeister Martin Glöckner († 18. Dezember 1695 in Stützengrün). Laut Familienchronik emigrierte er aus Glaubensgründen zu Zeiten der Gegenreformation aus dem böhmischen Neudek (Trinksaifen) nach Kursachsen.
Glöckner wuchs in ärmlichen Verhältnissen auf, so berichtete er: „da wir noch alle daheim waren ist Schmalhans oft Küchenmeister bei uns gewesen, wir sind oft hungrig zu Bette gegangen“. Er studierte von 1713 bis 1722 an der Kreuzschule zu Dresden und von 1726 bis 1733 an der Universität von Wittenberg. Als Schüler des Küsters Rothe in Schwarzenberg konnte er nach sechs Jahren an die Universität von Leipzig gehen.
Er erlangte den Grad Mag. Phil. und war zeitweise als Hilfslehrer in Dresden tätig. Das Geld, das er sich dazuverdiente, brachte er laut eigener Aussage zu seinen Eltern nach Schwarzenberg: „Dazu habe ich als größerer Schüler Stunden gegeben für etliche Kreuzer, hat mir aber doch geholfen und habe zu Zeiten so viel gehabt, dass ich sogar den Eltern nach Schwarzenberg einige Male etliche Gulden oder Gröschlein habe mitbringen können.“
Am 4. Advent 1733 nahm er eine Predigerstelle in Arnsfeld an, die er fünfzehn Jahre innehatte, und wurde am 16. Juli 1745 der 25. Bergprediger in Annaberg. Dort ernannte man ihn am 2. Juli 1763 zum 22. Superintendenten. Er starb im Alter von 82 Jahren.

## Ehrungen
In der Kirche von Annaberg wurde ein überlebensgroßes Porträt von Glöckner neben anderen Pastoren und Superintendenten aufgehängt, eine Kopie hang in der evangelischen Kirche von Neudek.

## Familie
Glöckner heiratete am 4. Mai 1734 in Annaberg Johanna Sophia geb. Mark, die Tochter des Kaufmanns und Weinhändlers Johann Georg Mark.
- Carl Gottlieb Glöckner (* 28. Oktober 1744 in Arnsfeld; † 5. August 1826), Magister, Bergprediger; ⚭ 1774 in Alt-Leisnig Johanna Maria Sophia Mende
- Gottlieb Friedrich Glöckner (* 1746), Kaufmann in Döbeln
- Tochter

## Werke (Auswahl)
- Dankbares Andenken der göttlichen Vorsorge und Hülfe bey der im Jahr 1765 angefangenen, und das Jahr darauf beendigten Bedachung der Hauptkirche zu St. Annaberg mit Schiefer : auf Anregen verschiedener Freunde aufgerichtet von M. Christian Gottlieb Glöcknern, P. P. und Superintendenten zu St. Annaberg. Friese, 1767.
- Davids eröffnete Berg-Schule, wurde bey dem gewöhnlichen Berg-Feste, gottseligen Bergleuten und Gewercken … an dem Fast-Nachts-Tage des 1749. Jahres, am 18. Februar, in der Hauptkirche zu St. Annaberg, in einer Berg-Predigt aus Psalm XXXVII. 3.4. gezeiget. Friese, St. Annaberg 1749.
- Episkopon Mias Gynaikos Andra Ad Ductum I. Tim. III. 2. Et Tit. 1. 6. Sistunt, Simulque Viro Plurimum-Reverendo … Domino M. Christian. Gottlieb Gloecknero … Coniugium Cum Virgine … Johanna Sophia … Joh. Georgii Marckii … Filia Altera, D. IV. Nonas Maias, A. O. R. MDCCXXXIV. Feliciter Ineunti. 1734.
- Dissertatio Theologica De Sexaginta Fortibus In Israel Circa Lectum Salomonis : In Cantic III, 7. 8. Harpeter, Dresdae 1733.